# Чорторийський ялинник
Чортори́йський яли́нник — ботанічна пам'ятка природи місцевого значення в Україні. Об'єкт розташований на території Маневицького району Волинської області, ДП «Поліське ЛГ», Куклинське лісництво, кв. 46, вид. 3, 6. 
Площа — 5,9 га, статус отриманий у 1998 році.
Охороняється ділянка ялинового лісу природного походження віком близько 90 років на південній межі поширення.